# Distretto di Shenhe
Il distretto di Shenhe (沈河区S, Shěnhé QūP) è un distretto della Cina, situato nella provincia di Liaoning e amministrato dalla città sub-provinciale di Shenyang.